# Мертенс, Ламберт
Ламберт Гийом Луис Теодор Мертенс (Меертенс, нидерл. Lambert Guillaume Louis Théodore Meertens, Л. Г. Л. Т. Мертенс, L.G.L.T. Meertens; родился 10 мая 1944 года в Амстердаме, Нидерланды) — голландский информатик, преподаватель и политик, соавтор языка программирования ABC. В настоящее время он является исследователем в Институте Кестрела — некоммерческом исследовательском центре компьютерных наук при Стэнфордском исследовательском парке в Пало-Алто.

## Вклад в информатику
Ещё будучи учеником гимназии им. Игнатия Лойолы в Амстердаме, Мертенс совместно с одноклассником Кесом Костером разработал собственный компьютер.
В 1960-х годах Мертенс, применив аффиксальную грамматику к описанию и составлению музыки, получил специальный приз от жюри на Конгрессе Международной федерации по обработке информации (ИФИП) 1968 года в Эдинбурге за свою сгенерированную на ЭВМ партитуру для струнного квартета «Квартет № 1 в до-мажоре для 2 скрипок, альта и виолончели», на основе первой не контекстно-свободной аффиксальной грамматики.
Мертенс был одним из редакторов Пересмотренного отчета по Алгол 68. Он был создателем и одним из разработчиков языка программирования ABC.
Он был соавтором формализма Бёрда-Мертенса вместе с английским коллегой Ричардом Бёрдом, который также назвал в его честь число Мертенса. С 1999 по 2009 год он возглавлял Рабочую группу (ИФИП) 2.1 по алгоритмическим языкам и исчислениям.
Его изначальным местом работы был Центр математики и информатики (CWI) в Амстердаме. Он является профессором-эмеритом в Утрехтском университете. В настоящее время он работает научным сотрудником в Институте Кестрела в Пало-Алто.

## Политическая деятельность
Мертенс был председателем голландской Пацифистской социалистической партии (ПСП) с 1975 по 1981 год. Он остаётся на левых политических позициях и размышляет об идеологии, которая могла бы объединить левых активистов.